# Fuente de Piedra
Pour les articles homonymes, voir Fuente.
 Fuente de Piedra  est une commune de la province de Malaga dans la communauté autonome d'Andalousie en Espagne.

## Géographie

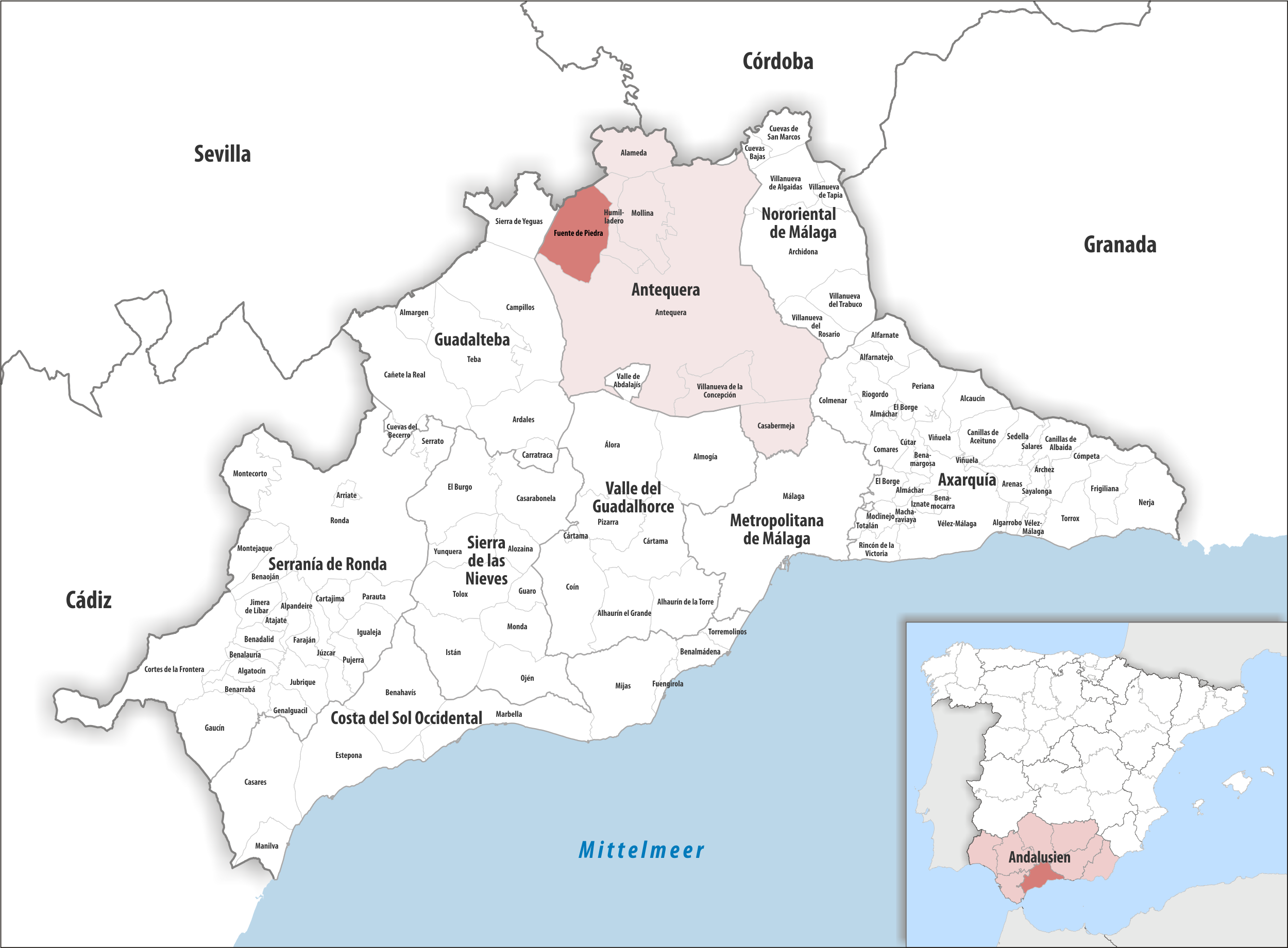
Fuente de Piedra dans la comarque Antequera, province de Malaga / en Andalousie

### Localisation
La commune de Fuente de Piedra est dans la pointe sud-est de la province de Malaga et dans l'est de la comarque Antequera ; elle jouxte une commune de la province de Séville au nord.
Malaga est à 75 km sud-est ;
Madrid à 483 km nord ;
Gibraltar à 1 985 km sud-ouest (distances par route).

### Communes voisines
Fuente de Piedra jouxte la comarque Sierra sud de Séville (province de Séville) au nord avec la commune de La Roda de Andalucía ; et la comarque de Guadalteba (province de Malaga) à l'ouest avec la commune de Sierra de Yeguas. Humilladero et Antequera, voisines à l'est et au sud, font partie de la comarque d'Antequera.

### Hydrographie
La commune est traversée par la rivière de las Yeguas (es), affluent du Genil et sous-affluent du Guadalquivir. Ce cours d'eau prend source sur Campillos au sud-ouest, traverse Sierra de Yeguas, arrive sur La Roda de Andalucía et en ressort au nord-est pour rejoindre Casariche.
La commune inclut un étang éponyme de taille importante, avec un centre d'accueil des visiteurs d'où l'on peut observer les nombreux oiseaux aquatiques fréquentant l'étang.

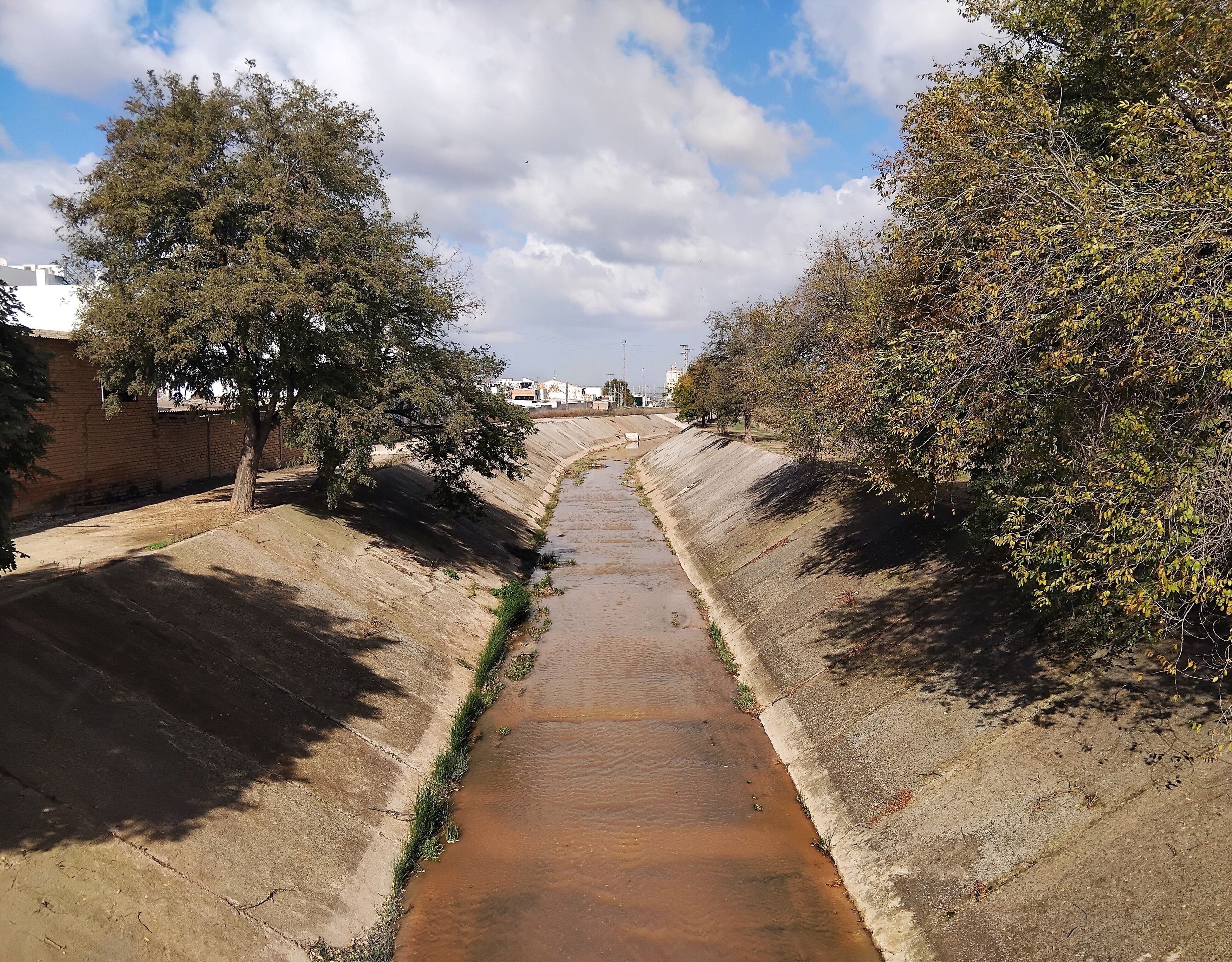
Le Yeguas (es) à La Roda
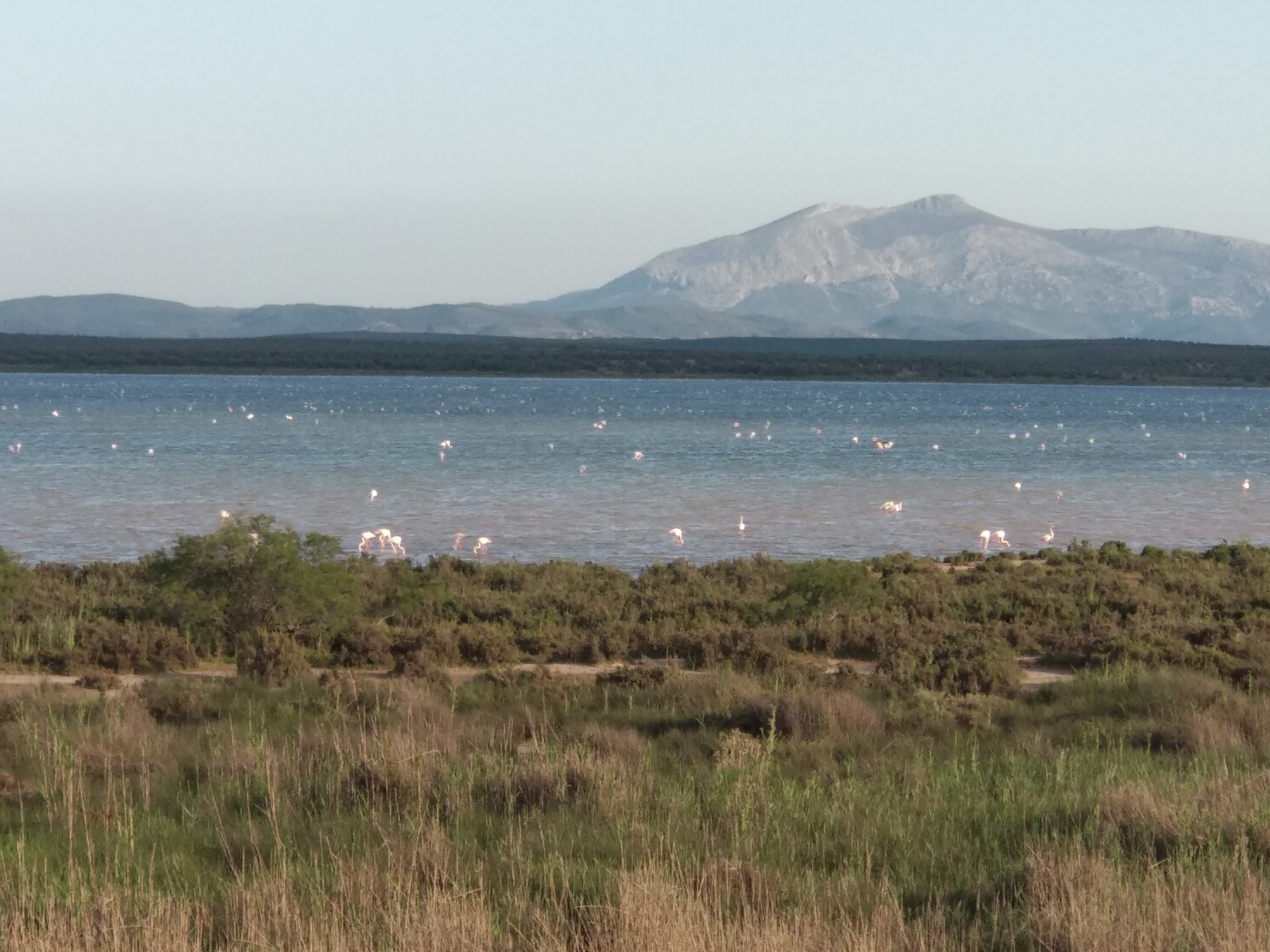
Étang de Fuente de Piedra en 2018
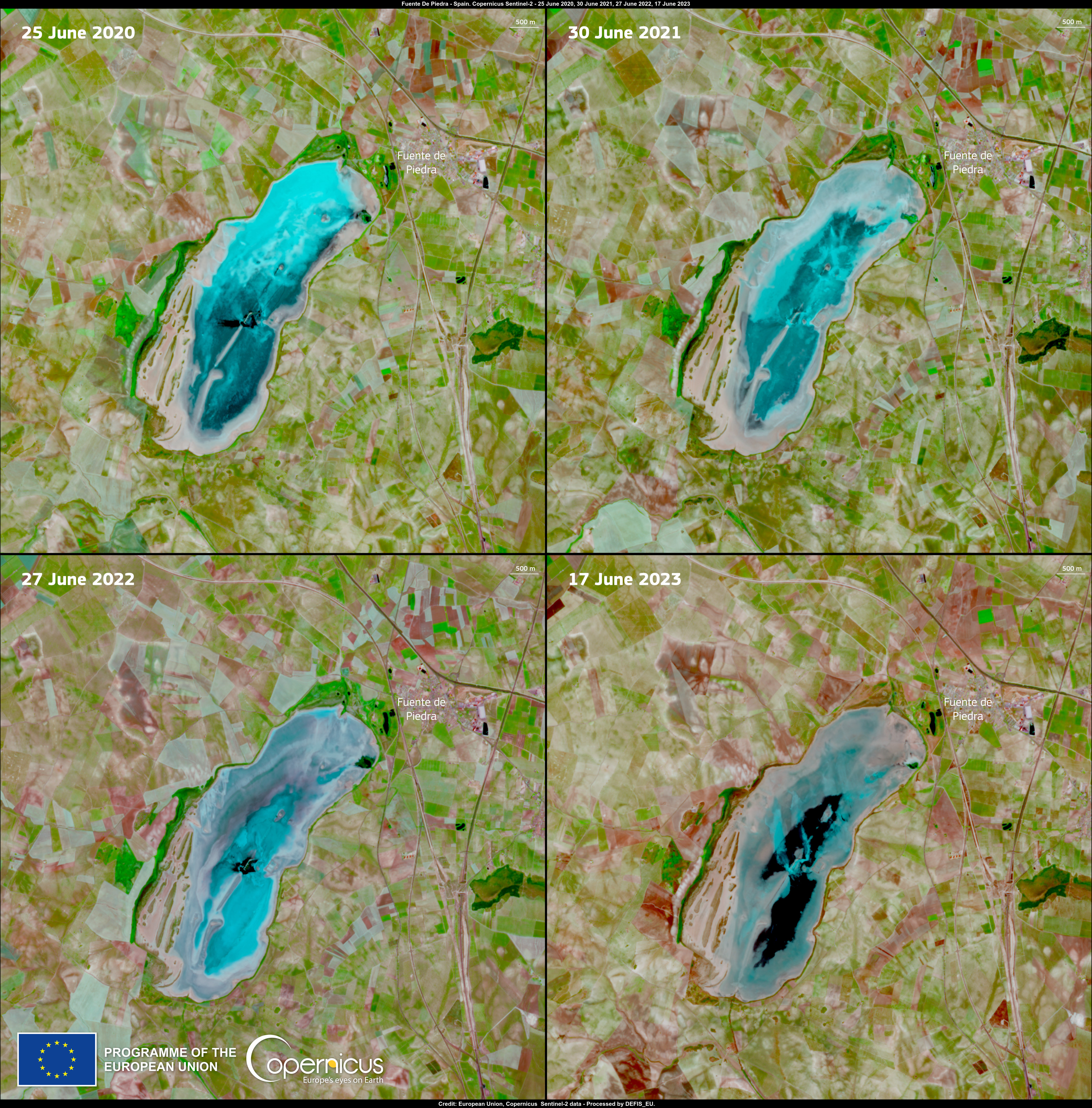
Satellite Copernicus Sentinel-2 : impact de la sécheresse sur l'étang de Fuente de Piedra, de juin 2020 à juin 2023

## Démographie
| 1991  | 1996  | 2001  | 2004  | 2009  | 2012  |
| ----- | ----- | ----- | ----- | ----- | ----- |
| 1 931 | 2 059 | 2 076 | 2 067 | 2 783 | 2 758 |